# Ion Baciu

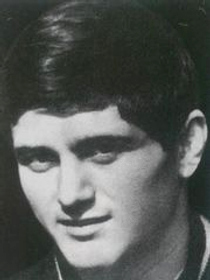
Ion Baciu

Ion Baciu (* 12. Mai 1944 in Tunari, Kreis Ilfov) ist ein ehemaliger rumänischer Ringer. Er war Weltmeister 1967 und Gewinner der Silbermedaille bei den Olympischen Spielen 1968 im griechisch-römischen Stil, jeweils im Bantamgewicht.

## Werdegang
Ion Baciu begann als Jugendlicher mit dem Ringen. Nachdem sein großes Talent erkannt worden war, wurde er zu Rapid Bukarest und später zu Steaua Bukarest delegiert. Seine großen Fortschritte im griechisch-römischen Stil hatte er hauptsächlich dem Trainer Marin Belușica zu verdanken. Nachdem der Weltmeister im Bantamgewicht von 1965 Ion Cernea seinen Rücktritt erklärt hatte, folgte diesem Ion Baciu als Vertreter des rumänischen Ringens im Bantamgewicht nach. 
Bereits bei seinem ersten Start bei einer internationalen Meisterschaft, der Europameisterschaft 1966 in Essen gewann Ion Baciu eine Medaille, die bronzene. Auch bei der Weltmeisterschaft dieses Jahres in Toledo/USA schnitt er mit dem 5. Platz hervorragend ab. Bei beiden Meisterschaften rang er gegen den Fritz Stange aus der Bundesrepublik Deutschland, der beide Meisterschaften als Sieger verließ, unentschieden.
Nach einem enttäuschenden 12. Platz bei der Europameisterschaft 1967 in Minsk, bei der er allerdings ein sehr schweres Los hatte, gelang ihm bei der Weltmeisterschaft dieses Jahres der größte Triumph seiner Laufbahn. Im heimischen Bukarest wurde er mit fünf Siegen und einem Unentschieden Weltmeister. Besonders bemerkenswert ist dabei sein Sieg über den sowjetischen Starter Rustem Kasakow.
Auch bei den Olympischen Spielen 1968 in Mexiko-Stadt war Ion Baciu in hervorragender Form. Er besiegte dort im Bantamgewicht u. a. David Hazewinkel aus den USA und Christo Traikow aus Bulgarien und rang gegen den späteren Olympiasieger in dieser Gewichtsklasse János Varga unentschieden. Eine Niederlage gegen den sowjetischen Sportler Iwan Kotschergin verhinderte aber den schon greifbaren Olympiasieg. Ion Baciu musste sich mit der Silbermedaille begnügen.
Im weiteren Verlauf seiner Karriere gewann Ion Baciu noch eine Silbermedaille bei der Europameisterschaft 1970 in Ost-Berlin und eine Bronzemedaille bei der Europameisterschaft 1972 in Kattowitz. Die Olympischen Spiele 1972 in München im Bantamgewicht, wo ihn Christo Traikow aus dem Rennen warf, beendete er auf dem 6. Platz.
Nach seiner Zeit als aktiver Ringer, während der er bei den rumänischen Streitkräften diente, machte er eine Ausbildung zum Sportlehrer, die er 1991 abschloss.

## Internationale Erfolge
(OS = Olympische Spiele, WM = Weltmeisterschaft, EM = Europameisterschaft, GR = griech.-röm. Stil, Ba = Bantamgewicht, Fe = Federgewicht, damals bis 57 kg bzw. 62 kg Körpergewicht)
- 1966, 3. Platz, EM in Essen, GR, Ba, mit Siegen über Bent Jörgen Lund, Dänemark, Risto Björlin, Finnland, Viktor Gonda, Ungarn u. Eckhard Thorun, DDR, einem Unentschieden gegen Fritz Stange, BRD u. einer Niederlage gegen Armais Sajadow, Sowjetunion;
- 1966, 5. Platz, WM in Toledo/USA, GR, Ba, mit Siegen über Risto Björlin, Unentschieden gegen János Varga, Ungarn u. Fritz Stange u. einer Niederlage gegen Unver Besergil, Türkei;
- 1967, 1. Platz, Turnier in Bukarest, GR, Ba, vor Ion Alionescu u. Marin Cristea, bde. Rumänien u. Fritz Stange, BRD;
- 1967, 12. Platz, EM in Minsk, GR, Ba, nach Niederlagen gegen Rustem Kasakow, UdSSR u. Unver Besergil;
- 1967, 1. Platz, WM in Bukarest, GR, Ba, mit Siegen über Unver Besergil, James Hazewinkel, USA, Arthur Spaenhoven, Belgien, Rustem Kasakow u. Tsutomu Hanahara, Japan u. einem Unentschieden gegen János Varga, Ungarn;
- 1967, 1. Platz, Vorolympisches Turnier in Mexiko-Stadt, GR, Ba, vor János Varga u. Christo Traikow, Bulgarien;
- 1968, 1. Platz, Turnier in Klippan/Schweden, GR, Ba, vor Jürgen Penquitt, DDR u. Bujak, Polen;
- 1968, Silbermedaille, OS in Mexiko-Stadt, GR, Ba, mit Siegen über David Hazewinkel, USA, Christo Traikow, Ibrahim el Sayed, Ägypten, Othon Moschidis, Griechenland u. Kaya Özcan, Türkei, Unentschieden gegen Kōji Sakurama, Japan u. János Varga u. einer Niederlage gegen Iwan Kotschergin, UdSSR;
- 1969, 8. Platz, WM in Mar del Plata, GR, Ba, mit einem Sieg über Christo Traikow, einem Unentschieden gegen Rustem Kasakow u. einer Niederlage gegen David Hazewinkel;
- 1970, 1. Platz, Turnier in Split, GR, Fe, vor Helmut Westpahl, BRD u. Ion Păun, Rumänien;
- 1970, 2. Platz, EM in Ost-Berlin, GR, Ba, mit Siegen über Jürgen Penquitt, Hans-Jürgen Veil, BRD, Andre Gaudinot, Frankreich u. Christo Trajkow u. einem Unentschieden gegen János Varga;
- 1970, 5. Platz, WM in Edmonton, GR, Ba, mit Siegen über Max Scaiola, Italien, Jean Nakouzi, Libanon u. Kaya Özcan u. Unentschieden gegen Rustem Kasakow u. Risto Björlin;
- 1971, 3. Platz, Turnier in Klippan/Schweden, GR, Ba, hinter Jürgen Radschinski, DDR u. Wladimir Bakulin, UdSSR;
- 1971, 1. Platz, Turnier in Constanța, GR, Ba, vor Dumitru, Rumänien u. Hans-Jürgen Veil,
- 1971, 5. Platz, WM in Sofia, GR, Ba, mit Siegen über Noureddine Meji, Tunesien, David Hazewinkel u. Wolfgang Radmacher, DDR, einem Unentschieden gegen Hideo Nanao, Japan u. Niederlagen gegen Karlo Covic, Jugoslawien u. Rustem Kasakow;
- 1971, 1. Platz, Meisterschaft der Armeen der Staaten des Warschauer Paktes, GR, Ba, vor Andre Kimstatsch, UdSSR u. Laszlo Klinga, Ungarn;
- 1972, 3. Platz, EM in Kattowitz, GR, Ba, mit Siegen über Kaya Öczan, Harald Hervig, Norwegen, Max Scaioli, Risto Björlin u. Jozsef Bolla, Ungarn u. einer Niederlage gegen Christo Traikow;
- 1972, 6. Platz, OS in München, GR, Ba, mit Siegen über Rogelio Famatid, Philippinen, Ikuei Yamamoto, Japan, Per Lindholm, Schweden u. Karlo Covic öu. einer Niederlage gegen Christo Traikow
- 1973, 3. Platz, Turnier in Klippan/Schweden, GR, Ba, hinter Farchat Mustafin, UdSSR u. Hans-Jürgen Veil;
- 1973, 1. Platz, "Wladyslaw-Pytlasinski"-Turnier in Warschau, GR, Ba, vor Christo Traikow u. Dumitru, Rumänien

## Länderkämpfe
- 1965, DDR gegen Rumänien, GR, Ba, unentschieden gegen Hartmut Puls,
- 1967, Rumänien gegen BRD, GR, Ba, Punktsieger über Franz Temppes,
- 1968, Rumänien gegen BRD, GR, Ba, Punktsieger über Hans-Jürgen Veil,
- 1971, Rumänien gegen BRD, GR, Ba, Punktsieger über Emil Müller,
- 1971, Rumänien gegen BRD, GR, Ba, Aufgabesieger über Hans-Jürgen Veil,
- 1972, BRD gegen Rumänien, GR, Ba, unentschieden gegen Hans-Jürgen Veil,
- 1972, BRD gegen Rumänien, GR, Ba, Punktniederlage gegen Hans-Jürgen Veil,
- 1972, BRD gegen Rumänien, GR, Ba, Punktsieger über Hans-Jürgen Veil